# Soundbite
Een soundbite is een markant citaat, een nieuwswaardige melding, bestaande uit niet veel meer dan één of twee zinnen die gemakkelijk beklijft en die gevatheid toont. Populair gezegd: een uitspraak die 'lekker blijft hangen'. Sprekers, zoals politici, proberen soundbites te verweven in hun teksten om er hun kernboodschap mee uit te dragen.

## Achtergrond
Een soundbite bevat amper ruimte voor nuance en argumentatie, hij moet direct aanspreken. Wie opgemerkt wil worden door de moderne media moet in pakweg 15 seconden zijn punt hebben gemaakt. Daarna zou volgens gangbare journalistieke opvattingen de aandacht van de televisiekijker, lezer of luisteraar zijn verslapt, 'dan zappen ze weg'. In de strijd om de publieke aandacht spelen de wetten van de media een steeds belangrijker rol. Deze medialogica dwingt de deelnemers aan het debat in de publieke sector zich te richten naar de opvattingen, vanzelfsprekendheden en mogelijkheden die journalisten en programmamakers hanteren bij de interpretatie en presentatie van de actualiteit. Een goede soundbite past in het format van de nieuwsmedia. Sommige opinieleiders slagen erin om in een tweet van maximaal 140 of via een sms van 160 lettertekens een plekje op de voorpagina’s te halen.

## Werkwijze
Kort, origineel, simpele tegenstellingen, gemakkelijk herhaalbaar, beklijfwaarde, nieuws, een nadenkertje en emotie bevattend. Hoe meer van deze elementen een citaat bevat, des te groter de kans dat zo'n oneliner media-aandacht oplevert. Bij het schrijven van een toespraak of bij de voorbereiding op een interview, een discussie of een debat proberen sprekers en hun ghostwriters dan ook pakkende soundbites te bedenken. Soms wordt zo een 'hapklaar' fragment speciaal gemarkeerd in de spreektekst die tevoren - vaak onder embargo - aan verslaggevers wordt uitgereikt.

## Voorbeelden
- "Ben ik nou degene die zo slim is of ben jij zo dom?", sporttrainer Louis van Gaal in 1996.
- "Ask not what your country can do for you, ask what you can do for your country", inauguratietoespraak John F. Kennedy in 1961.
- "Read my lips. No new taxes." George H.W. Bush in 1988 op de nationale conventie van zijn Republikeinse Partij.
- "U draait en u bent niet eerlijk." CDA-lijsttrekker Jan Peter Balkenende in 2006 tijdens de verkiezingscampagne tegen PvdA-rivaal Wouter Bos
- "Wie gelooft die mensen nog?", CD&V-leider Yves Leterme tegen VLD-kopstuk Guy Verhofstadt.

## Verwante begrippen
- Een oneliner is het synoniem voor een eenregelige soundbite.
- Een catchphrase is een stopwoord, slagzin of persoons- of situatiegebonden uitdrukking.
- De pagina gevleugelde uitdrukking bevat een lijst met vergelijkbare retorische middelen.